# PalaGuerrieri
Il palasport Giuliano Guerrieri è un impianto sportivo sito a Fabriano.
Ha una capienza di circa 4.050 posti a sedere, distribuiti unicamente in due tribune ai lati del rettangolo di gioco. Il materiale con cui è costruito è prevalentemente il legno. Non ci sono settori di curva dietro ai canestri.

## Storia
La struttura è stata inaugurata nel marzo 1983 in occasione di Honky Fabriano-Victoria Libertas Pallacanestro  83-79, incontro valido per l'ultima giornata del campionato di Serie A1 1982-1983, il primo disputato dai fabrianesi nella massima serie.
Dal 1996 al 2002 l'impianto era denominato PalaIndesit per motivi di sponsorizzazione, fintanto che nel 2002 fu approvata l'intitolazione del palazzetto in memoria di Giuliano Guerrieri, allenatore che guidò il Fabriano Basket a partire dalla sua fondazione fino al 1979 portandola dalle serie minori fino alla Serie B. La decisione di adottare il nome PalaGuerrieri fu presa anche in funzione di una raccolta firme tenuta in città. La cerimonia ufficiale si svolse il 12 maggio 2002 in occasione della partita contro la Victoria Libertas Pallacanestro, valevole per ottavi di finale dei playoff di Serie A. 
Nell'aprile 2021 il palasport è stato dichiarato inagibile a causa di danni strutturali, complice l'incuria accumulata nel corso degli anni.

## Sport
Prima della sua inagibilità, il PalaGuerrieri era diventato la casa delle giovanili della Basket School Fabriano che vi ha costituito la propria sede sociale. A livello Senior, invece, giocava la squadra fabrianese Janus Basket Fabriano (partecipante al terzo campionato nazionale Serie B. In precedenza (fino alla stagione 2012-13) il Palasport era utilizzato per le partite della Spider Fabriano, che nella stagione 2011–12 giocava nella DNA (Divisione Nazionale A) e prima ancora per quelle del Fabriano Basket, che ha militato per 30 stagioni in A1 e A2.
In questo palazzetto si disputavano anche partite di pallavolo come quelle della Serie D di cui ne fa parte la Pallavolo Fabriano, inoltre si disputava ogni anno una giornata del campionato italiano di Serie A di ginnastica ritmica in cui era impegnata la Faber Ginnastica Ritmica Fabriano.